# Ernst-Feuerhake-Brunnen
Der Ernst-Feuerhake-Brunnen ist ein denkmalgeschützter Brunnen in Coppenbrügge im Landkreis Hameln-Pyrmont in Niedersachsen.

## Ernst Feuerhake
Der in Coppenbrügge geborene Ernst Feuerhake war in Kopenhagen als Großkaufmann reich geworden. Seine Gattin Sophie, geborene Rasch, stammte ebenfalls aus Coppenbrügge. Das kinderlose Ehepaar besuchte des Öfteren das Elternhaus in der Niederstraße. Feuerhake tat sich in seinem Geburtsort mehrmals als Stifter hervor.
Anlässlich der Silberhochzeit des Ehepaares überreichte der damalige Bürgermeister Carl Schulze Ernst Feuerhake den Ehrenbürgerbrief.
Nach seinem Tod am 4. Oktober 1924 wurde Ernst Feuerhake auf dem Coppenbrügger Friedhof neben seiner im Jahr 1921 verstorbenen Ehefrau beerdigt.

## Feuerhake als Stifter
Anfang des 20. Jahrhunderts war die Wasserversorgung in Coppenbrügge sehr schlecht. Das Trinkwasser wurde aus mehreren Brunnen an den Straßenrändern mit Handpumpen gepumpt und in Eimern in die Häuser transportiert.
Insbesondere die Brunnen im tiefergelegen Ortsbereich der Osterstraße und der Marienauer Straße enthielten stark ockerhaltiges, gelblich verfärbtes Wasser. Mehrmals kam es in diesem Bereich zu Typhus-Ausbrüchen, deretwegen die Brunnen polizeilich geschlossen wurden.
Ernst Feuerhake erklärte sich deshalb bereit, eine Wasserleitung zu stiften.
Im Ith bei Coppenbrügge legte er 1906 im Beisein von Bürgermeister und Magistrat zwischen Forsthaus und Felsenkeller den Grundstein für ein Wasserbassin, das ab 1907 die zentrale Wasserversorgung des Ortes speiste. Zur Erleichterung der Brandbekämpfung wurden in den Straßen Hydranten eingebaut. Über der Eingangstür an der Talseite des Coppenbrügger Hochbehälters stehen die Initialen E und F.
Als Dank für die Stiftung der Wasserleitung entstand die Idee, einen Brunnen zu Feuerhakes Ehren zu bauen. Dies soll den Aufzeichnungen des späteren Bürgermeisters Beckmann zufolge im Magistrat von Coppenbrügge gefordert worden sein. Es fehlte jedoch am Geld zur Umsetzung des Plans.
Schließlich übernahm Feuerhake selber die Finanzierung und beauftragte den Kopenhagener Künstler und Bildhauer Hans Christian Petersen mit dem Entwurf eines Brunnens und die Bronzegießerei Lauritz Rasmussen mit der Herstellung der Brunnenfiguren.
Feuerhake veranlasste in Coppenbrügge auch die Einrichtung eines Volksbades mit vier Brause- und zwei Wannenbädern.
Er stiftete die beiden Glasfenster im Chor der St.-Nicolai-Kirche und deren südliche Seitentür.

## Der Ernst-Feuerhake-Brunnen
Der Ernst-Feuerhake-Brunnen wurde am 12. August 1908 an der Ecke Schloßstraße/Bahnhofstraße feierlich eingeweiht.
Zuvor hatte an dieser Stelle das 1907 abgerissene Coppenbrügger Spritzenhaus gestanden und daneben lag der Steinhauerplatz.
Der in Kopenhagen gefertigte und in Coppenbrügge aufgebaute Brunnen wird von einer in Bronze gegossenen, sich anmutig auf ihrem Sockel herabbeugenden, jungen Ährenleserin gekrönt.
Aus der bronzenen Maske eines Satyrs am Sockel sprudelte Wasser in eine muschelförmige Konsole. Die Mäuler von zwei bronzenen Krokodilen spritzten Wasserfontänen in das große Wasserbecken darunter.
Am Sockel der Ährenleserin wurde auf Kosten der Gemeinde eine kleine schwarze Tafel mit dem Namen des Ehrenbürgers und der Jahreszahl 1908 angebracht.
Der Platz um den Brunnen war mit Steinplatten ausgelegt und von einer Balustrade mit eisernen Ketten umgeben.
In den 1960er Jahren wurde der Brunnen vom unmittelbaren Straßenrand weg und ohne die umgebende Balustrade auf ein Grundstück in der Bahnhofstraße versetzt.
Im Dehio-Handbuch von 1977 wurde der Ernst-Feuerhake-Brunnen beschrieben als

„Hübsche, sandsteingefaßte Anlage von 1908 mit Bronzefiguren.“

Der Denkmalviewer des Denkmalatlas Niedersachsen führt den Brunnen als Ernst Feuerhake Brunnen mit der ID 31309399.
- Ernst-Feuerhake-Brunnen – Details
- Ernst-Feuerhake-Brunnen (2022) – Video
- Ährenleserin
- Widmungstafel, Satyrmaske, Konsole
- Echse und Muschelkonsole

## Wasserversorgung in Coppenbrügge
Schon nach wenigen Jahren stellte sich heraus, dass die durch die Leitung erschlossenen Quellen für den steigenden Wasserverbrauch in Coppenbrügge nicht mehr ausreichten. Seit 1936 wurde daher Wasser aus einer Tiefbohrung in der Nähe der Bundesstraße in den Hochbehälter im Ith gepumpt.
Im Jahr 2009 wurde vereinbart, den Ort zusätzlich an die Wasserwerke der Stadtwerke Hameln anzuschließen.